# Srbska znanstvena fantastika
Znanstvena fantastika v srbskem jeziku (српска научна фантастика/srpska naučna fantastika) ima dolgo in razvejano zgodovino. Večinoma je nastajala na ozemlju Srbije.

## Zgodovina
Elemente znanstvene fantastike lahko v srbski književnosti zasledimo proti koncu 18. stoletja. Sodobni temelj predstavlja delo Po milijon letih (Posle milijon godina) iz leta 1889, ki ga je napisal Dragutin Ilić. Delo je hkrati prva znanstvenofanstatična dramska igra v zgodovini svetovne književnosti. Poleg tega dela je med prvimi takšnimi deli tudi Komarčićev roman Ena ugašena zvezda (Jedna ugašena zvezda), objavljen leta 1902. Po njem so leta 1981 v Beogradu ustanovili in poimenovali tudi društvo ljubiteljev fantastike.
Danes je med najbolj znanimi srbskimi znanstvenofantastičnimi pisci Živković, prejemnik svetovne nagrade za fantazijo (World Fantasy Award). Med znane pisce spada tudi Pavić.

## Književnost

### Srbski pisci znanstvene fantastike in fantazije
| - Ratko Adamović - Danilo Alargić - Snežana Altman - Milivoj Anđelković - Radmilo Anđelković - Dragan Babić - Stevan Babić - Đorđe Bajić - Ilija Bakić - Lidija Beatović - Branko Belan - Dušan Belča - Dragan Biskupović - Milan Borić - Stevan Bošnjak - Toma Brut (psevdonim) - Voja Carić - Goran Čučković - Slobodan Ćurčić - Ljubomir Damnjanović - Vladan Desnica - An Dim (psevdonim) - Bran. Dimitrijević - Vladan Dobrivojević - Milan Drašković - Rastislav Durman - Momir Đerić - Dejan Đorđević - Slobodan Đorđević - Dušan Đorić - Radivoje Lola Đukić - Mirjana Đurđević - Vladimir Đurić – Đura - Dragan R. Filipović - Zoran Grbić - Dragan Hajduković - Aleksandar Ilić - Dragutin Ilić - Milivoje Ilić - Žarko Ilić - Vladimir Imperl (Vil Mardi) - Ivan Ivanji - Slobodan Ivkov - Zoran Jakšić - Milorad Janković - Ana Jezerska - Ljubiša Jocić - Ljubiša Jovanović - Milan Jovanović - Milivoje Jovanović - Nebojša Jovanović - Vladimir Jovanović - Boban Knežević - Lazar Komarčić - Berislav Kosier - Zvonimir Kostić - Erih Koš - Ranko Krstajić - Boško Krstić - Srđan Krstić - Stanko Kukić - Vladimir Lazović - Tamara Lujak - Dušica Lukić - Radovan M. Janković - Aleksandar Mandić - Aleksandar Manić - Aleksandar Marković - Slobodan Marković - Veselin Marković - Zoran N. Marković - Živorad Mihailović - Jasmina Mihajlović - Đorđe Mijušković - Milutin Milanković - Miodrag Milovanović - Milan Mitrović - Nemanja Mitrović | - Slobodan Nenin - Ivan Nešić - Brana Nikolić - Milan Nikolić - Mirjana Novaković - Stojan Novaković - Željko Obrenović - Dejan Ognjanović - Oto Oltvanji - Dragan Orlović - Ivan Panić - Nikola Panić - Arsen Panković - Milorad Pavić - Zoran Pavlović - Darko Pejović - Borislav Pekić - Miodrag Pepić - Božidar Pešev - Zoran Pešić Sigma - Slobodan Petković - Miomir Petrović - Rastko Petrović - Uroš Petrović - Đorđe Pisarev - Jovan Sterija Popović - Zoran Popović - Ljiljana Praizović - Ljubomir Prelić - Jovan Prešić - Aleksandar Radenković (Al Radek) - Stojan J. Radonić - Saša Radonjić - Lee Radov (psevdonim) - Slaven Radovanović - Ratko Radunović - Svetolik Ranković - Manojlo Ratković - Daniel Reljić - Adrijan Sarajlija - Goran Skrobonja - Nikola Smolenski - Dragan Stanišić - Goran Stanković - Miloš Stanojević - Spomenka Stefanović-Pululu - Zoran Stefanović - Atanasije Stojković - Gradimir Stojković - Vojislav Stojković - Bojan Stojnić - Slobodan Škerović - Persida Šujica Milačić - Danijela Tanasković - Konstantin Tezeus (psevdonim) - Gordana Timotijević - Mina D. Todorović - Miroljub Todorović - Vladimir Todorović - Majo Topolovac - Risto Trifković - Predrag Urošević - Apostol Vanđelović (Vovjekivjeković) - Vladimir Velmar-Janković - Milutin Veljković - Stanislav Vinaver - Aleksandar Vojinović - Jelena Vučetić - Radomir Vuga - Mijat Vujačić - Ivan Vukadinović - Čeda Vuković - Divna Vuksanović - Mirna Zakić - Pavle Zelić - Radovan Ždrale - Zoran Živković |

### Umetniki
- Branislav Kerac
- Aleksa Gajić
- Zoran Janjetov
- Dražen Kovačević

### Društva
- Photon Tide, Novi Sad (www.photontide.org)
- SF Team (www.sftim.com)
- Lazar Komarčić (www.lazarkomarcic.org.yu Arhivirano 2008-05-16 na Wayback Machine.)
- KONEF (www.konef.org.yu Arhivirano 2008-11-21 na Wayback Machine.)
- Sci&Fi (www.sciencefiction.org.yu Arhivirano 2009-01-21 na Wayback Machine.)
- Srbsko društvo za znanstveno fantastiko (www.sciencefiction.org.yu Arhivirano 2009-01-21 na Wayback Machine.)